# Mezzojuso
Mezzojuso – miejscowość i gmina we Włoszech, w regionie Sycylia, w prowincji Palermo.
Według danych na rok 2004 gminę zamieszkiwało 3061 osób, 62,5 os./km².